# Klapphornvers
Der Klapphornvers ist eine in Deutschland entstandene humoristische Gedichtform mit vier Zeilen. Sie ist auf der poetischen Ebene dem englischen Limerick  (der fünf Verszeilen hat) verwandt und entstand vor über 100 Jahren.

## Ursprung und Beispiele
In der humoristischen Zeitschrift Fliegende Blätter vom 14. Juli 1878 schrieb der Göttinger Notar Friedrich Daniel ein durchaus ernst gemeintes Gedicht unter dem Titel Idylle. Er sandte diesen Versuch ein: 
Zwei Knaben gingen durch das Korn;
Der Andere blies das Klappenhorn.
Er konnt’ es zwar nicht ordentlich blasen,
Doch blies er’s wenigstens einigermaßen.
Redakteur und Leser der Fliegenden Blätter erkannten die unfreiwillig komische Qualität der ernst gemeinten Einsendung und reagierten mit einer lebhaften, lang anhaltenden Welle von Nachahmungen und Weiterdichtungen, zum Beispiel: 
Zwei Knaben gingen durch das Korn,
der Zweite hat seinen Hut verlor'n.
Der Erste würd’ ihn finden,
ging er statt vorne hinten.
oder:
Zwei Knaben liefen durch das Korn,
der andere hinten, der eine vorn
doch es ging keiner in der Mitte,
man sieht daraus, es fehlt der Dritte.
oder:
Zwei Knaben gingen durch das Korn
Sie gingen alle beide vorn.
Dahinter konnte keiner gehn,
Da hinten war die Luft nicht schön.
oder:
Zwei Knaben an dem Waldessaum,
die übten sich im Purzelbaum
dem einen wollt es nimmer gelingen,
den Baum des Purzels fertig zu bringen.
oder:
Zwei Knaben gaben sich einen Kuss,
der eine, der hieß Julius,
der andere, der hieß Gretchen,
ich glaub, das war ein Mädchen.
oder, nur mit Mädchen:
Zwei Mädchen liefen durchs hohe Gras,
dem einen wurden die Höschen nass,
dem andern nur die Beine
denn Höschen trug es keine.
oder:
Zwei Knaben machten sich den Jokus
und tranken Most im Keller,
da mussten beide auf den Lokus,
jedoch der Most war schneller.

## Verbreitung
Die Klapphornverse wurden oft mündlich weitergegeben und vorgetragen (siehe auch Gelegenheitsgedicht). Auch Schobert und Black verfassten (und sangen) Klapphornverse und der von den Burg-Waldeck-Festivals bekannte Chansonnier Walter Hedemann hat  in den 1970er Jahren auf seiner LP Unterm Stachelbeerbusch einige selbstverfasste, gesungene Beispiele gebracht.

## Aufbau
- Vierzeiler mit Reimschema [aabb].
- Im ersten Vers werden die beiden handelnden Personen (meist Knaben) eingeführt.
- In den folgenden wird ihre Handlung oder ihr Wesen beschrieben. Dabei entsteht eine groteske oder skurrile Komik.